# Kamienica przy ulicy Kościuszki 3 w Katowicach
Kamienica przy ulicy Kościuszki 3 w Katowicach – kamienica, znajdująca się przy ulicy Tadeusza Kościuszki 3 w katowickim Śródmieściu. Powstała ona pod koniec XIX wieku, a jej głównym architektem był Franz Wittek, a przebudowę w stylu modernistycznym wykonał Stefan Ociepka.

## Historia

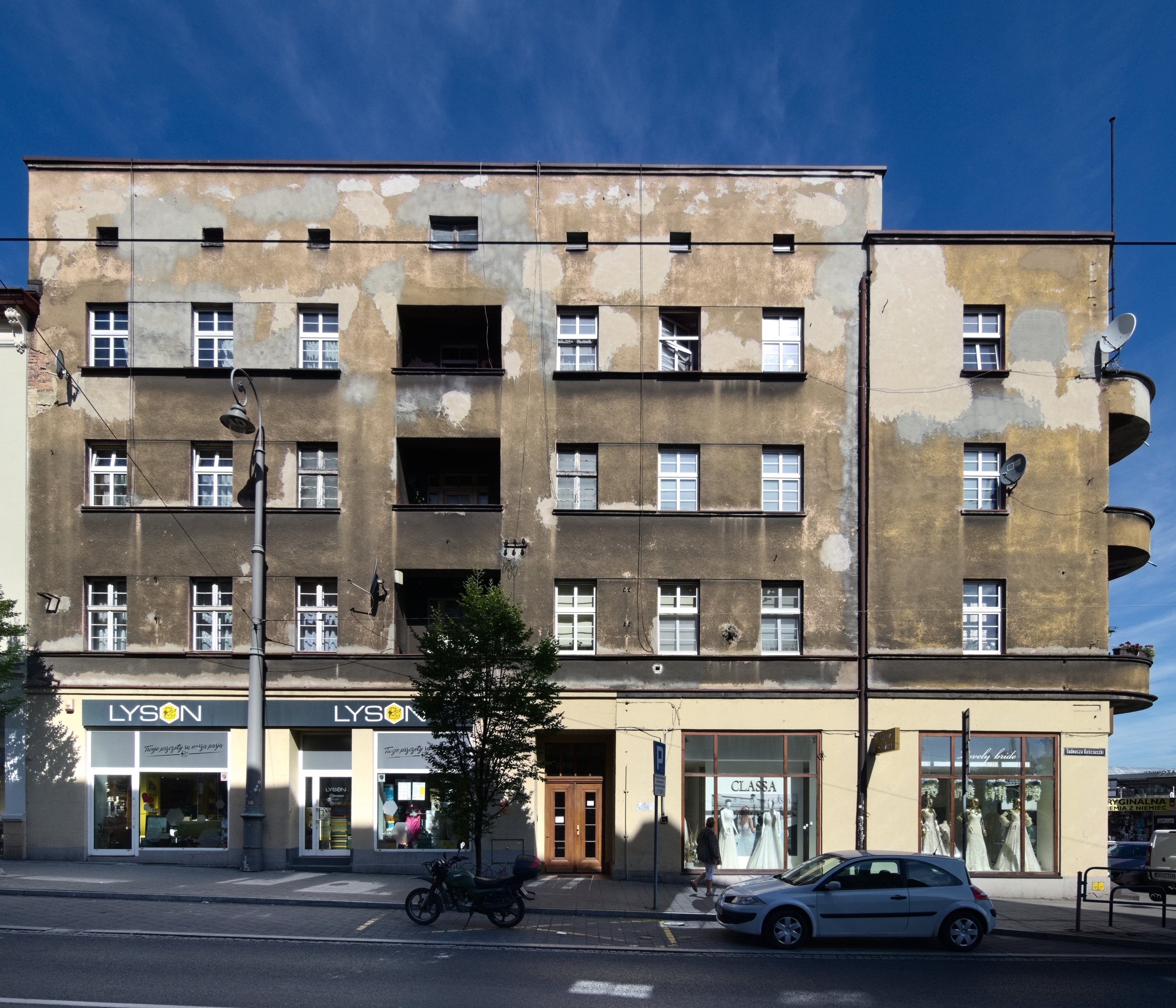
Elewacja od ul. Kościuszki (2022)

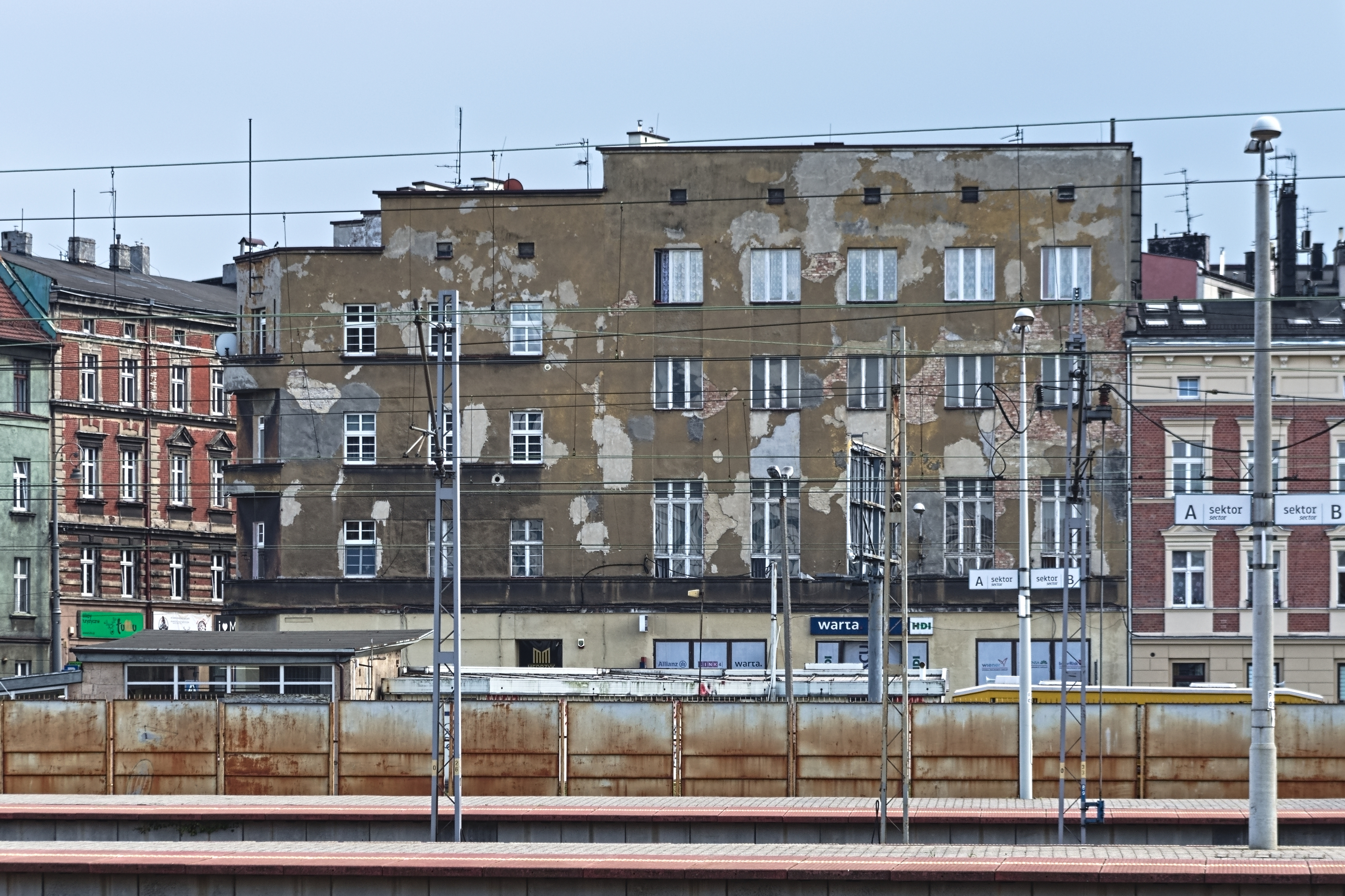
Elewacja od ul. M. Konopnickiej (2024)

Pierwsze wzmianki dotyczące obiektu znajdującego się przy skrzyżowaniu ówczesnych ulic Beatestraße oraz Sophienstraße (od 1945 roku ulica Marii Konopnickiej) pochodzą z 1894 roku. Głównym projektantem kamienicy był architekt Franz Wittek. W późniejszych latach rozbudową i przebudową kamienicy w stylu modernistycznym zajmował się Stefan Ociepka.
Na przełomie XIX i XX wieku kamienica pełniła funkcję mieszkalno-usługową. Lokale na parterze od początku były wykorzystywane do celów usługowych m.in. mieścił się tu zakład usług szewskich oraz sklep spożywczy. Z dokumentów archiwalnych wynika, że 1915 roku właścicielem była osoba o nazwisku Kleemann.
W 1934 roku kamienica stanowiła własność Zjednoczenia Kolejowców Polskich. W 1935 roku część parteru pełniła funkcje portierni, a na pozostałej części działała restauracja, którą prowadzili Renz i Ścierski. Pozostałe pomieszczenia przeznaczone były do celów magazynowych, mieszkalnych, sanitarnych oraz służbowych, m.in. miała tu siedzibę Kasa Zasiłków Pośmiertnych. Na poddaszu znajdowało się archiwum. Obecnie na parterze kamienicy znajdują się lokale handlowo-usługowe, a na pozostałych piętrach znajdują się mieszkania.

## Architektura
W przeszłości w parterze kamienicy znajdowały się cztery witryny sklepowe i dwa osobne wejścia. Pozostałe kondygnacje miały po osiem okien oraz balkony. Pierwotna bryła budynku została zachowana, aczkolwiek elewacja kamienicy wielokrotnie ulegała zmianom.
Obecnie kamienica składa się z czterech kondygnacji i poddasza użytkowego. Od strony ul. T. Kościuszki elewacja budynku jest sześcioosiowa na pierwszej kondygnacji oraz ośmioosiowa na pozostałych trzech kondygnacjach. Kamienica cechuje się niesymetrycznymi elewacjami i posiada płaski dach.
Zmiany elewacji obiektu nadały kamienicy charakter modernistyczny. Elewacje nie posiadają zdobień, mają charakter prosty i funkcjonalny. Od strony ul. T. Kościuszki elewację wzbogacają jedynie trzy loggie. Bryła budynku składa się z części zróżnicowanych pod względem wielkości i wysokości. Narożnik jest niższy, z balkonami w formie półwalca, co nadaje budynkowi efekt falującego załamania.